# Momodou Ceesay
Momodou Ceesay (* 24. prosince 1988, Banjul, Gambie) je gambijský fotbalový útočník a reprezentant, od dubna 2017 hráč finského klubu PS Kemi. Jeho bratr Ali Ceesay je taktéž profesionálním fotbalistou.

## Klubová kariéra
Svou fotbalovou kariéru začal v klubu Wallidan FC z gambijského města Banjul.
Do MŠK Žilina přišel v roce 2010 z belgického KVC Westerlo a pomohl týmu k postupu do skupinové fáze Ligy mistrů UEFA 2010/11 a zisku double v sezóně 2011/12.

V zimní přestávce v lednu 2013 se podílel ještě v dresu Žiliny během přípravného utkání jedním gólem na debaklu domácího polského klubu Ruch Chorzów. Žilina zvítězila 9:2, přičemž o poločase vedla 6:0.
V letech 2013–2015 hrál v Kazachstánu za FK Kajrat Almaty, poté působil v Izraeli v mužstvu Maccabi Netanya FC. V červenci 2016 se vrátil do Žiliny, ale klub s ním již v říjnu 2017 rozvázal spolupráci kvůli zdravotním problémům, nedostatečné kondiční připravenosti a problémům s dokumentací od gambijských úřadů potřebnou pro udělení dlouhodobého pobytu na území Evropské unie. V sezóně 2016/17 Fortuna ligy, kdy Žilina získala mistrovský titul, odehrál jen 119 minut.
V dubnu 2017 si našel angažmá ve finském klubu PS Kemi.

## Reprezentační kariéra
V roce 2005 vyhrál s gambijskou reprezentací U17 Mistrovství Afriky hráčů do 17 let.
V A-mužstvu Gambie debutoval v roce 2010.